# Instrument de corda

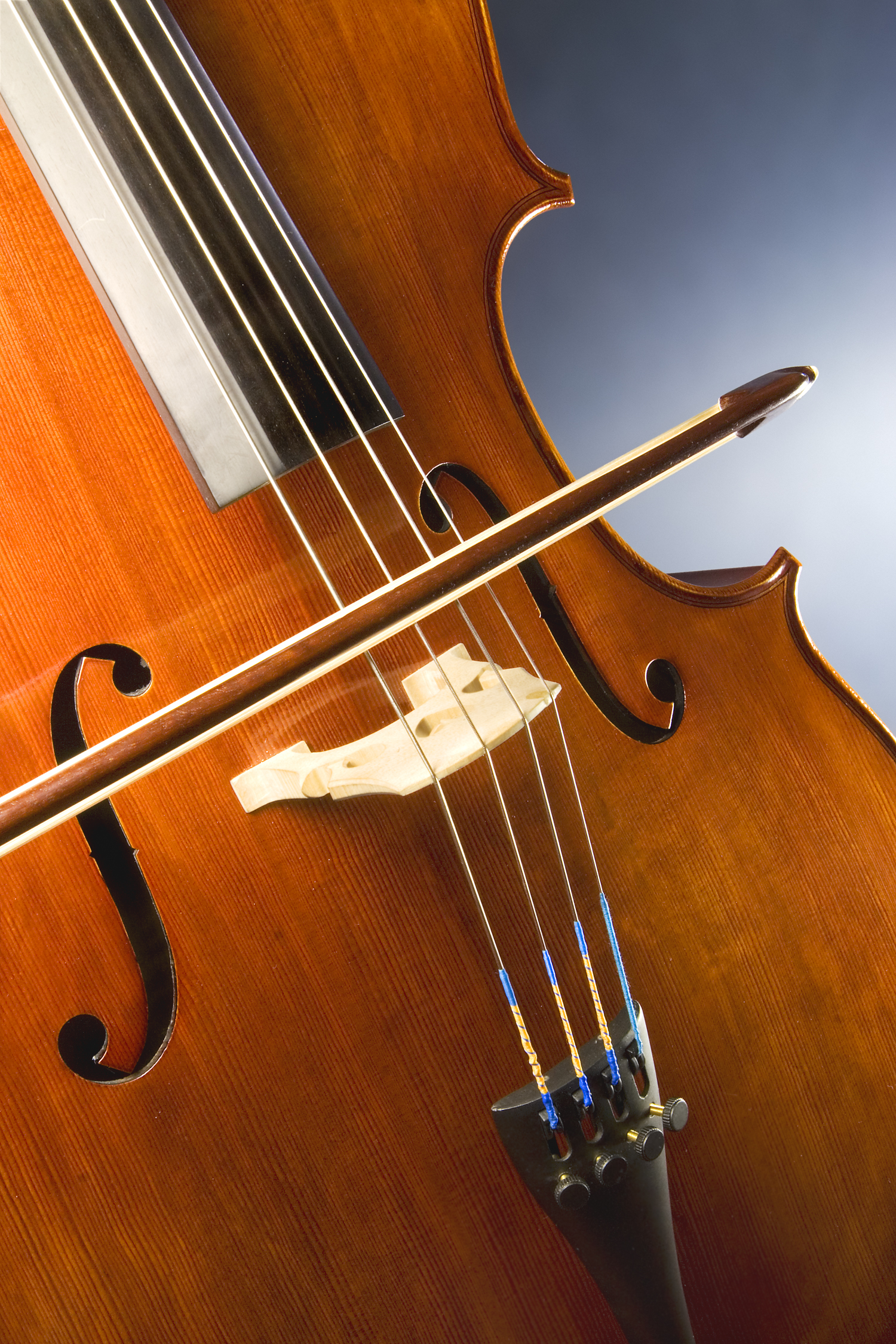
Detall d'un cello

Els instruments de corda o instruments cordòfons són, de la Classificació de Sachs-Hornbostel, instruments musicals que produeixen el so quan l'instrumentista fa vibrar unes cordes tibades entre dos punts fixats en l'instrument, les quals cordes transmeten aquesta vibració a una taula harmònica, que és la part superior de la caixa de ressonància, generalment de fusta (o bé, en el cas dels instruments de corda elèctricament amplificats, a unes pastilles electromagnètiques connectades a un amplificador i uns altaveus). Segons cada instrument, el músic les toca amb els dits, la mà o una pua o plectre, les frega amb un arquet o les pica amb un martellet, etc.; en aquests dos darrers casos, ho pot fer directament o a través d'un mecanisme connectat a un teclat.
La freqüència de l'ona generada (i per tant la nota produïda) depèn de la longitud de la porció de corda que vibra, de la tensió de cada corda, del pes per unitat de longitud de la corda i del punt en què la corda és excitada. El timbre varia segons la forma i el material de la caixa de ressonància.
El fons és la tapa inferior de la caixa de ressonància dels cordòfons; la seva funció és acústica i subordinada a la taula harmònica.

## Grups de cordòfons, segons l'acció

### Instruments de corda fregada
Els instruments de corda fregada son instruments que obtenen un so per la vibració de cordes (generalment de metall, o d'intestí), quan són fregades amb l'arquet o arc. Ocasionalment es pot pinçar la corda amb els dits (pizzicato) per produir determinats sons. Exemples de cordes fregades: el violí, la viola, el violoncel, el contrabaix (sense trasts); la guitarra, el banjo, la bandúrria, la viola d'arc o viola de gamba, la viola de roda (amb trasts).

### Instruments de corda pinçada
Un instrument de corda pinçada, o de corda polsada, és un instrument que sona per la vibració d'una o -més sovint- diverses cordes, que entren en vibració quan són polsades o pinçades.
Les tècniques per polsar o pinçar les cordes són diverses. Es poden polsar directament amb els dits o bé amb accessoris diversos. Si es fa amb els dits, es poden polsar una o més cordes simultàniament de manera que cada dit polsa una sola corda o bé polsar-les gairebé simultàniament, tal com es fa, per exemple, amb la guitarra quan s'executen acords. En el primer cas, i segons els tipus de timbre que es persegueixi, la corda pot ser polsada amb l'ungla o sense que aquesta arribi a tocar la corda; en el segon cas s'obté un so més dolç.
En el cas que es polsi amb l'ajut d'algun accessori, el més freqüent són les pues i els plectres, que poden ser subjectats amb dos o més dits, o bé accionats a través d'un teclat que, al seu torn acciona un mecanisme que mou el plectre. En el primer cas, l'habitual és polsar només una corda en cada moment, llevat que l'execució sigui amb acords. Per exemple, la guitarra elèctrica es toca amb pua i l'ud -instrument popular de molts països àrabs-, amb plectre. Entre els instruments en què els plectres s'accionen per mitjà de teclats destaquen el virginal, l'espineta i el clavecí.

### Instruments de corda percudida

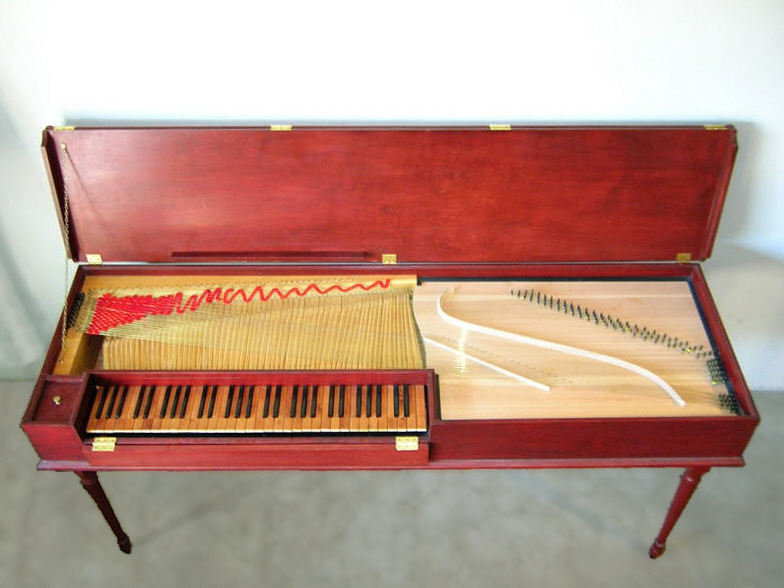
Clavicordi

Els instruments de corda percudida reben aquest nom perquè es fan sonar les cordes percudint-les (donant-hi cops). En tocar una tecla, s'acciona un mecanisme que porta un martellet folrat i que percudeix la corda produint el so.
L'instrument de corda percudida més conegut és el piano. Un altre instrument de corda percudida és el clavicordi, que va tenir un gran predicament durant els segles xvii i xviii.

## Grups de cordòfons, segons la forma

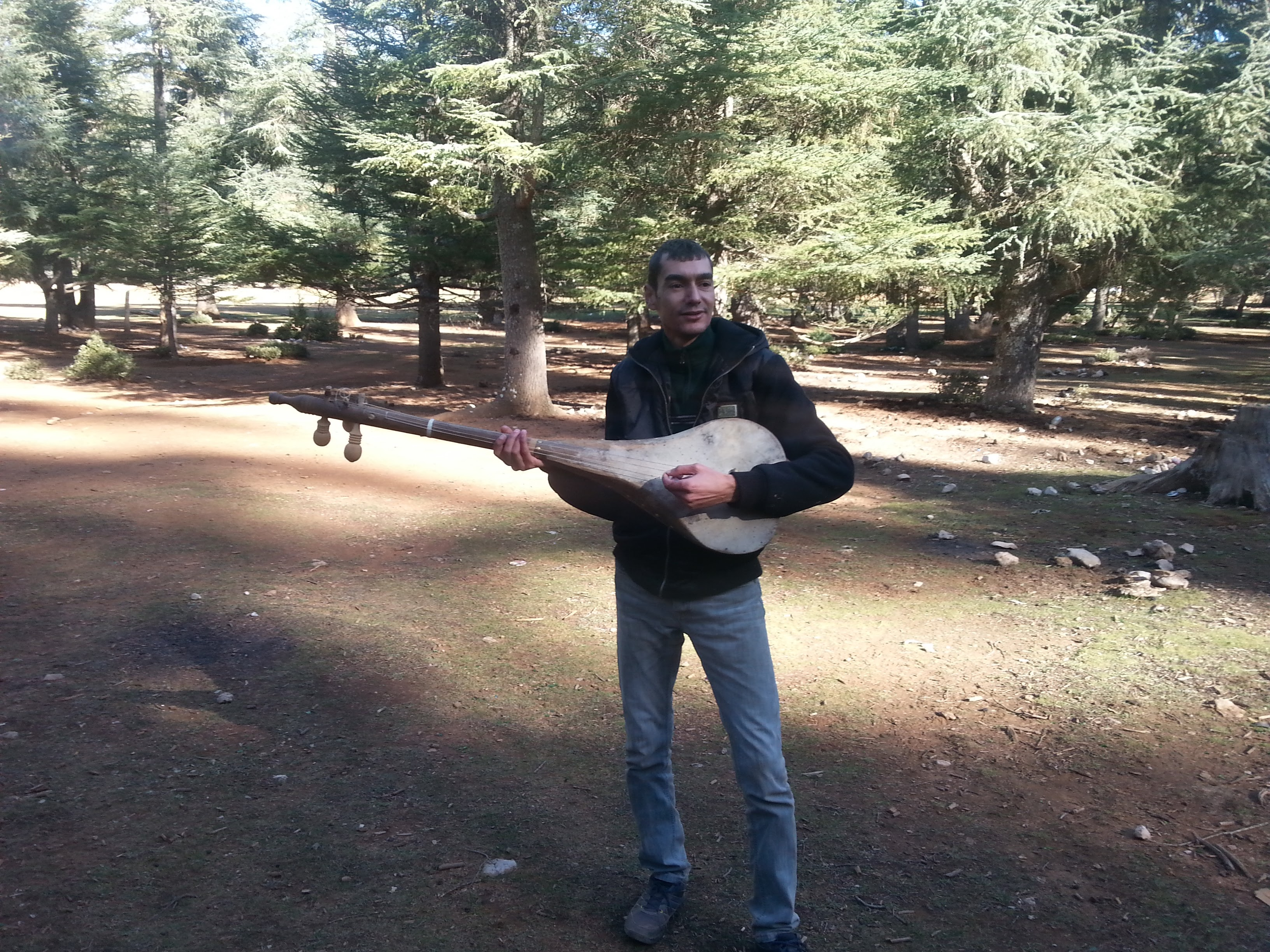
El guinbri és un llaüt africà.

Segons l'estructura i forma de l'instrument es classifiquen en quatre grups:
- cítares: si les cordes estan col·locades en un pla paral·lel a la caixa de ressonància, com en el piano.
- llaüts: si les cordes estan col·locades en un pla paral·lel a la caixa de ressonància de la qual surt un mànec per sobre el qual passen les cordes, com en el violí.
- Lires: si les cordes estan col·locades en un pla paral·lel a la caixa de ressonància de la qual surten dos mànecs paral·lels entre els quals hi ha un travesser on se subjecten les cordes, com en la lira grecoromana.
- arpes: si les cordes estan col·locades un pla perpendicular a la caixa de ressonància, com en l'arpa.

## Cordes simfòniques
Els instruments de corda que s'utilitzen habitualment a l'orquestra, i sovint anomenats "cordes simfòniques" o secció de corda són:
- Violins(dividits en dues seccions: primers violins i segons violins; aquestes seccions toquen exactament els mateixos instruments; la diferència és que els primers violins toquen línies de registre més alt i els segons violins toquen parts de registre inferior, parts d'acompanyament o contramelodies)
- Violes
- Violoncels
- Contrabaixos

Quan la instrumentació orquestral especifica "cordes", sovint significa aquesta combinació de parts de corda. Les obres orquestrals rarament ometen cap d'aquestes parts de corda, però sovint inclouen instruments de corda addicionals, especialment l'arpa de concert i el piano. A l'orquestra barroca dels anys 1600 al 1750 (o amb grups moderns que toquen música antiga) gairebé sempre s'utilitza el clavicèmbal per tocar la part de baix continu (la línia de baix escrita). i acords improvisats), i sovint una tiorba o llaüt o un orgue de tubs. En alguna música clàssica, com el quartet de corda, el contrabaix no s'utilitza normalment; el violoncel fa el paper de baix en aquesta literatura.